# Баугиния
Баугиния (лат. Bauhinia) — род цветковых красивоцветущих растений из семейства Бобовые (Fabaceae). Назван в честь швейцарских ботаников братьев Каспара и Иоганна Баугин французским ботаником Шарлем Плюмье в работе «Nova plantarum americanarum genera», позже это название было закреплено Линнеем в работе «Critica Botanica». В комнатной культуре представители этого рода могут называться орхидейным (орхидным) деревом.

## В геральдике
Основным элементом герба и флага Гонконга является стилизованный пятилепестковый цветок баугинии Bauhinia × blakeana в белом изображении на красном фоне (фактически цветок растения — пурпурно-красный), на каждом лепестке которого размещена красная звёздочка.
|                      |  |
| Флаг и герб Гонконга |  |

## Виды
Род включает более 360 видов. Некоторые из них:
- Bauhinia acuminata L.
- Bauhinia aureifolia K.Larsen & S.S.Larsen
- Bauhinia bassacensis Pierre ex Gagnep.
- Bauhinia bidentata Jack
- Bauhinia binata Blanco
- Bauhinia bracteata (Graham ex Benth.) Baker
- Bauhinia championi (Benth.) Benth.
- Bauhinia corymbosa Roxb. ex DC.
- Bauhinia curtisii Prain
- Bauhinia cumingiana Fern.-Vill.
- Bauhinia ferruginea Roxb.
- Bauhinia flagelliflora Wunderlin
- Bauhinia forficata Link
- Bauhinia galpinii N.E.Br.
- Bauhinia glauca (Wall. ex Benth.)
- Bauhinia grevei
- Bauhinia harmsiana Hosseus
- Bauhinia hirsuta Weinm.
- Bauhinia integrifolia Roxb.
- Bauhinia involucellata Kurz
- Bauhinia lakhonensis Gagnep.
- Bauhinia loeseneriana
- Bauhinia lunarioides A.Gray ex S.Watson
- Bauhinia malabarica Roxb.
- Bauhinia mombassae Vatke
- Bauhinia monandra Kurz
- Bauhinia nervosa (Wall. ex Benth.) Baker
- Bauhinia ornata Kurz
- Bauhinia penicilliloba Pierre ex Gagnep.
- Bauhinia pervilleana
- Bauhinia picta (Kunth) DC.
- Bauhinia pottsii G.Don
- Bauhinia pulla Craib.
- Bauhinia purpurea L.
- Bauhinia racemosa Lam.
- Bauhinia rufescens Lam.
- Bauhinia saccocalyx Pierre
- Bauhinia scandens L.
- Bauhinia seminarioi Harms ex Eggers
- Bauhinia siamensis K.Larsen & S.S.Larsen
- Bauhinia similis Craib
- Bauhinia sirindhorniae K.Larsen & S.S.Larsen
- Bauhinia strychnifolia Craib
- Bauhinia strychnoidea Prain
- Bauhinia tomentosa L.
- Bauhinia vahlii Wight & Arn.
- Bauhinia variegata L.
- Bauhinia viridescens Desv.
- Bauhinia wallichii J.F.Macbr.
- Bauhinia winitii Craib
- Bauhinia yunnanensis Franch.

## Галерея

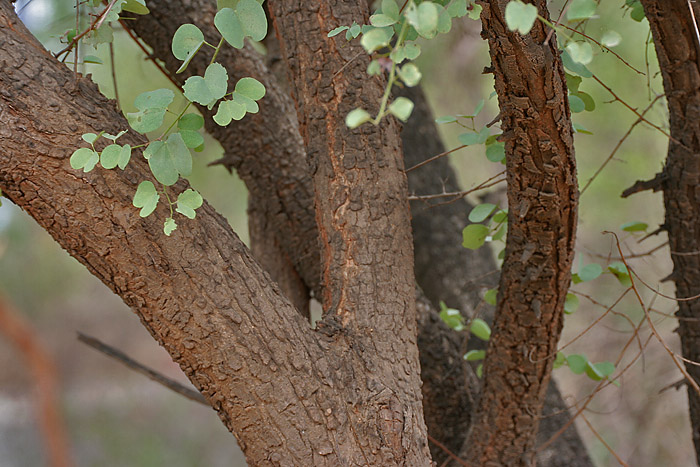
Ствол в Хайдарабаде, Индия
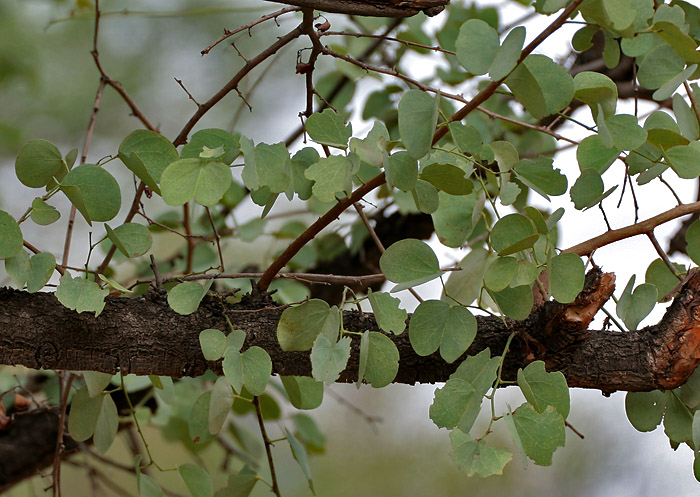
Листья и ствол в Хайдарабаде, Индия
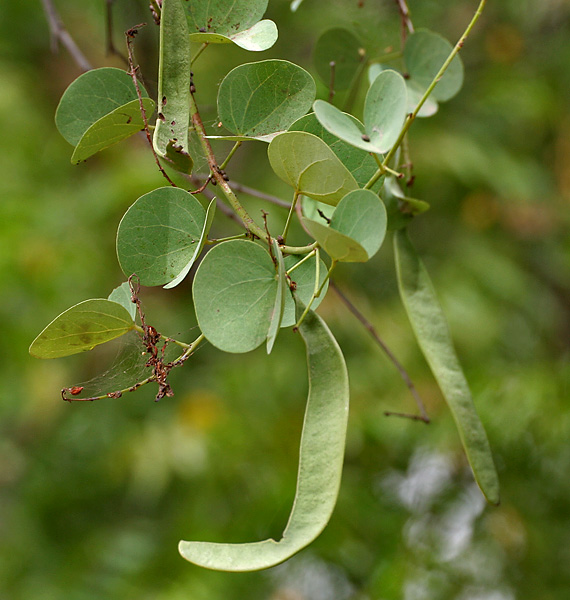
Листья и бобы в Хайдарабаде, Индия
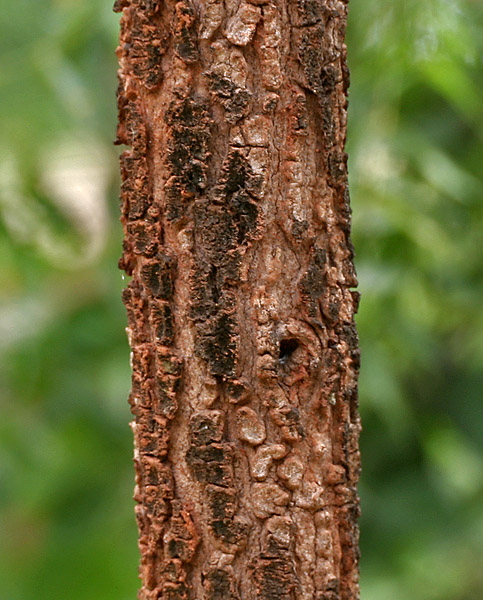
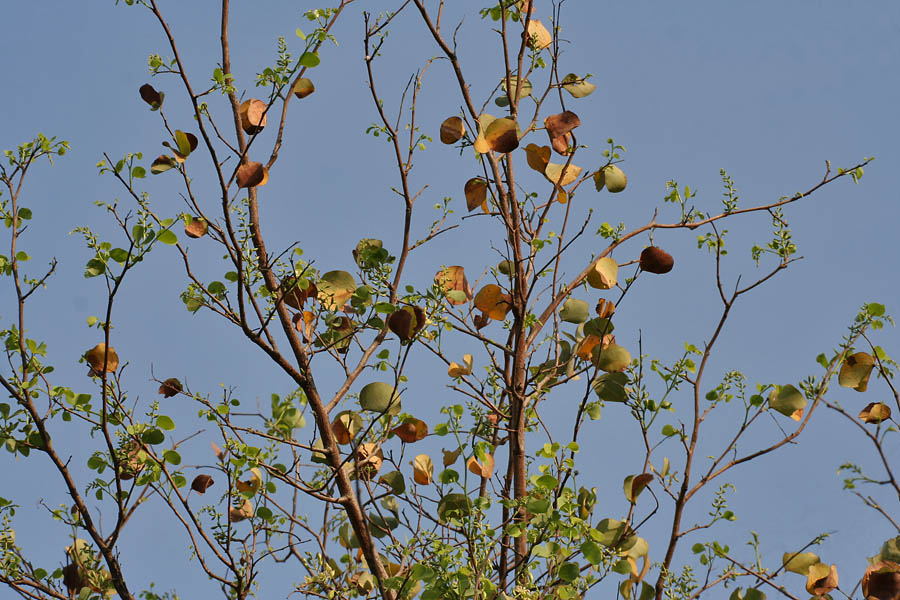
Старые и новые листья с бутонами в Хайдарабаде, Индия
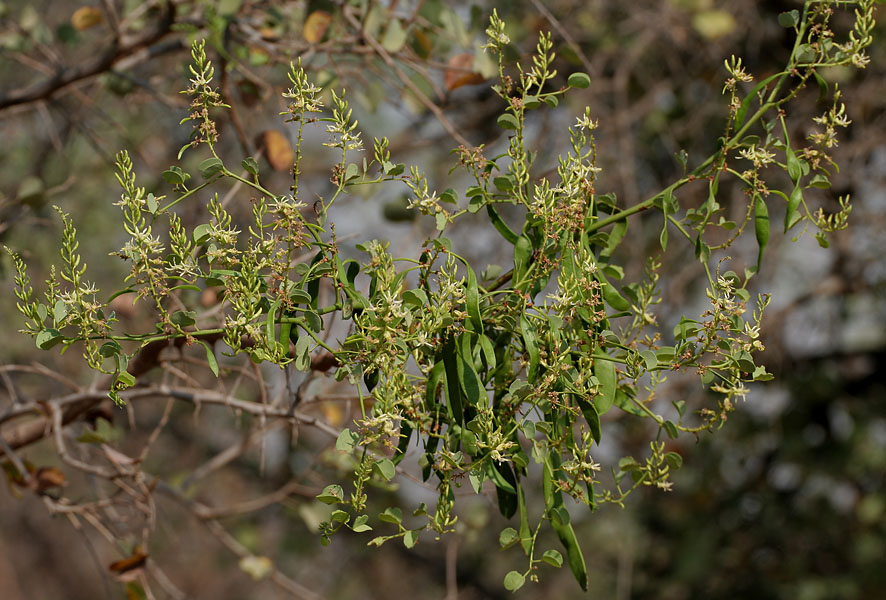
Цветки и бобы в Хайдарабаде, Индия
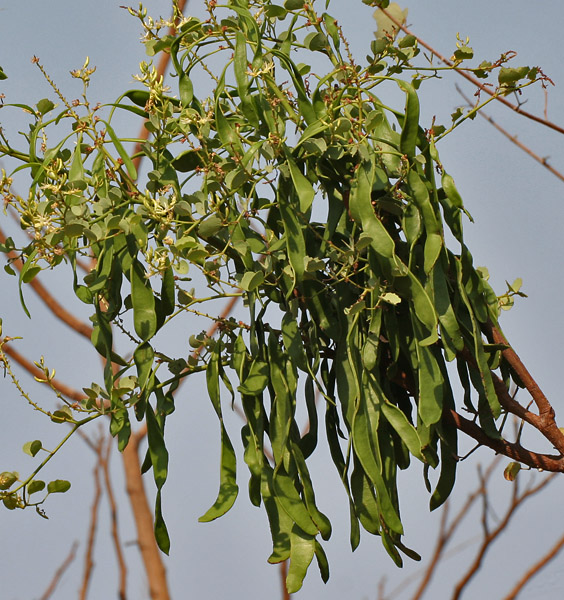
Цветки и бобы в Хайдарабаде, Индия
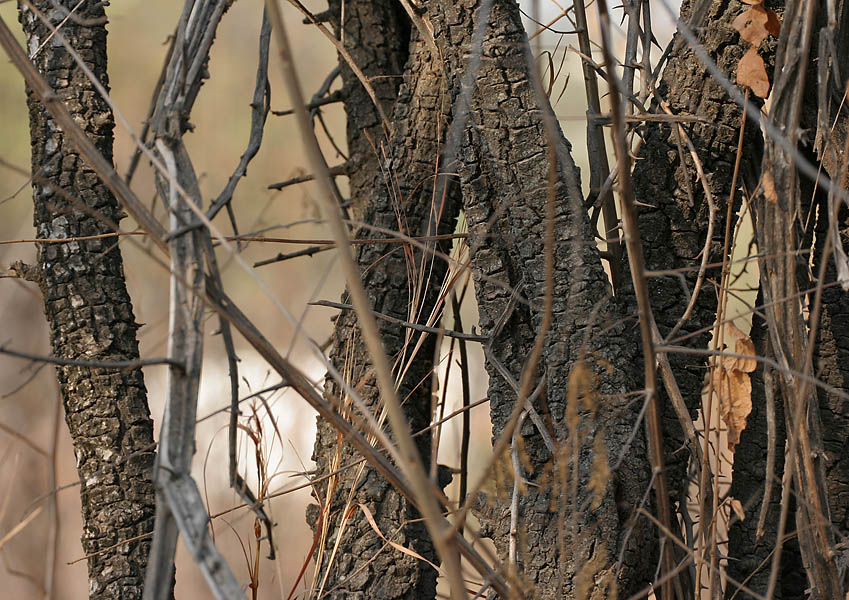